# Балеста
Балеста (фр. Balesta) насеље је и општина у јужној Француској у региону Миди Пирене, у департману Горња Гарона која припада префектури Сен Годан.
По подацима из 2011. године у општини је живело 178 становника, а густина насељености је износила 24,86 становника/km². Општина се простире на површини од 7,16 km². Налази се на средњој надморској висини од 402 метара (максималној 498 m, а минималној 355 m).

## Демографија
| 1962. | 1968. | 1975. | 1982. | 1990. | 1999. | 2011. |
| ----- | ----- | ----- | ----- | ----- | ----- | ----- |
| 244   | 253   | 197   | 177   | 172   | 149   | 178   |

График промене броја становника у току последњих година